# Mochel (wzniesienie)
Mochel – wzniesienie na Równinie Gryfickiej o wysokości 59,2 m n.p.m., położone w woj. zachodniopomorskim, w powiecie kołobrzeskim, w gminie Rymań. 
Ok. 0,5 km na północny zachód leży wieś Starnin.
Nazwę Mochel wprowadzono urzędowo rozporządzeniem w 1949 roku, zastępując poprzednią niemiecką nazwę Muchelken Berg.